# Lawinenauslösung durch Sprengstoff

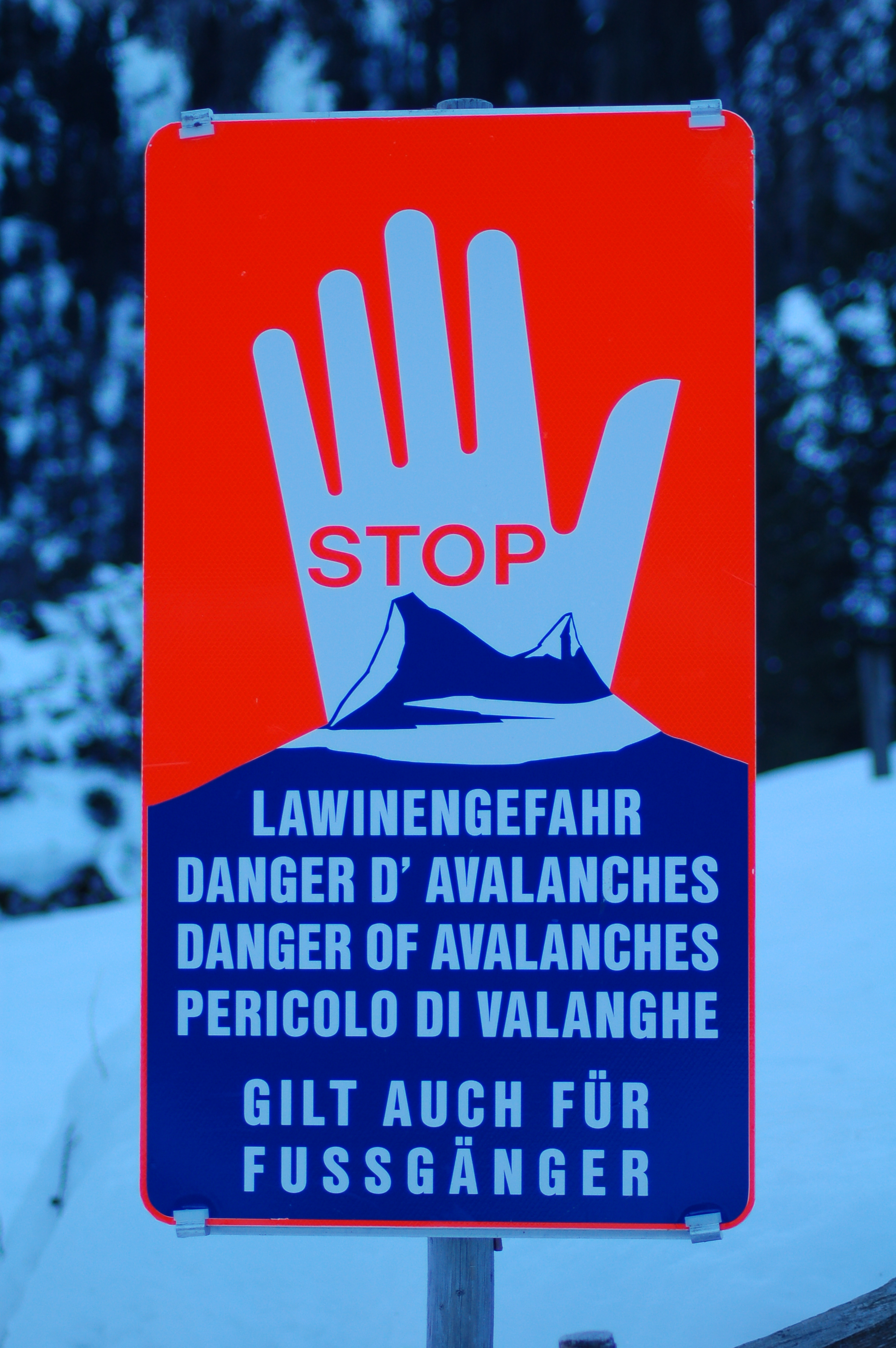
Lawinenwarnschild

Bei der Lawinenauslösung durch Sprengstoff wird mittels Detonation eines Sprengstoffes ein Druck auf eine labile Schneedecke aufgebaut, um eine Lawine künstlich und kontrolliert auszulösen (siehe: Künstliche Lawinenauslösung). Lawinenauslösungen durch Detonation eines Sprengstoffes können mittels dauerhafter installierter Einrichtungen oder mobil erfolgen.
Der Auslösung von Lawinen durch Sprengungen kommt in der Praxis große Bedeutung zu. Verstärkt wird seit Ende der 1980er Jahre auch die Lawinenauslösung durch Gasgemischzündung angewendet.

## Auslösewirkung
Durch den zusätzlichen Druck der Detonation auf die labile Schneedecke soll durch eine Kettenreaktion der Abgang einer kleinen Lawine erreicht werden, bevor durch Schneeansammlungen eine große Lawine entstehen kann, die entsprechend unkontrolliert abgeht und unter Umständen großen Schaden anrichten kann.
Ähnlich zur Detonation eines Sprengstoffes ist die Wirkung bei Zündung eines Gasgemisches (je nach Gaskubatur und Gasgemisch).

## Auslösepunkthöhe
Die beste Wirkung der Detonation wird erzielt, wenn der Auslösedruck etwa 0,5 bis 3(4) Meter über der Schneedecke aufgebaut wird:
| Sprengpunkthöhe                                              | Ladungs- größe                      | Radius Wirkungszone: |
| ------------------------------------------------------------ | ----------------------------------- | -------------------- |
| Überschneesprengung (ca. +3 bis 3,5 Meter)                   | 4 bis 5 kg Sprengstoff              | 120 bis 130 Meter    |
| Überschneesprengung (ca. +1 Meter)                           | 1,5 bis 2,5 kg Sprengstoff          | 60 bis 70 Meter      |
| Überschneezündung                                            | 0,8 m³ Propangas-Sauerstoff-Gemisch | 30 Meter             |
| Überschneezündung                                            | 1,5 m³ Propangas-Sauerstoff-Gemisch | 40 Meter             |
| Überschneezündung                                            | 3,0 m³ Propangas-Sauerstoff-Gemisch | 50 Meter             |
| Oberflächensprengung (Schneedecke)                           | 4 bis 5 kg Sprengstoff              | 50 bis 60 Meter      |
| Oberflächensprengung (Schneedecke)                           | 1,5 bis 2,5 kg Sprengstoff          | 35 bis 40 Meter      |
| Auslösung mit Minenwerfer 12 cm (Schneeoberfläche)           | 3 kg Sprengstoff                    | 40 Meter             |
| Auslösung mit Raketenrohr 80 (RAK) 8,3 cm (Schneeoberfläche) | 0,7 kg Sprengstoff                  | 20 bis 25 Meter      |
| Sprengung unter der Schneedecke                              | 1,5 bis 3 kg Sprengstoff            | 10 Meter             |

Sprengungen in der Schneedecke verlieren einen Teil ihrer Energie durch die Erzeugung eines Kraters im Boden und sind in ihrer Wirkung daher größtenteils auf diesen Kraterbereich beschränkt, wobei auch Bodenerschütterungen auftreten können, die positive Effekte für die Lawinenauslösung haben können. Kleine Ladungen, welche in einer mächtigen Schneedecke detonieren, erzeugen in der Regel nicht einmal einen Krater und erzeugen damit keine Luftdruckwelle. Durch Reflexionen an Felswänden wird die Wirkung von Sprengungen erhöht. Bei trockenem Neuschnee wird die größte Sprengwirkung praktisch nur mit Überschneesprengungen erreicht. Mit Überschneesprengungen und großen Ladungen können bis 90 % positive Sprengungen erreicht werden, mit Oberflächensprengungen durchschnittlich 60 % und mit Sprengungen im Schnee weniger als 50 %.
Die richtige Auslösepunkthöhe und Wirksamkeit der Sprengung kann auch anhand des Sprenggeräusches (Knall) und der durch die Detonation ausgelösten Sprengfontäne festgestellt werden:
- je heller der hörbare Knall, desto größer ist die Wirkungszone,
- je dumpfer der hörbare Knall, desto kleiner die Wirkungszone,
- je kleiner die Sprengfontäne aus Schnee, desto größer die Wirkungszone,
- je größer die Sprengfontäne aus Schnee, desto kleiner die Wirkungszone.

Zum richtigen Zeitpunkt der Auslösung von Lawinen siehe: Künstliche Lawinenauslösung – Auslösezeitpunkt.

## Sprengstoffe und Sprengstoffmenge

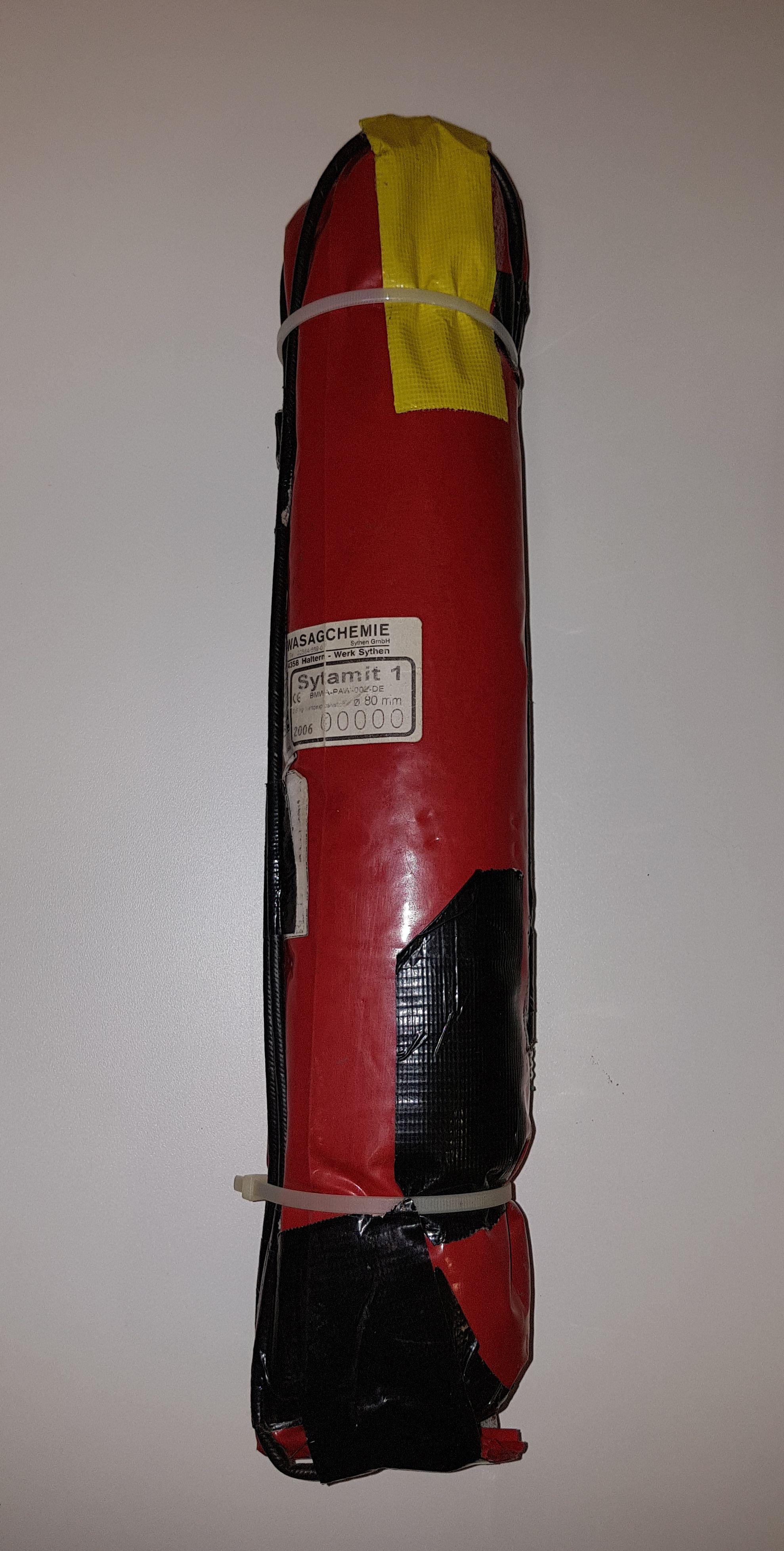
Für die Zündung fertig vorbereitete Sprengstoffpatrone
Sytamit 5 kg (Durchmesser 80 mm)

Der im Handel für die Zwecke der Lawinensprengung in Europa eingesetzte Sprengstoff ist insbesondere im Hinblick auf die Handhabungssicherheit auch bei tiefen Temperaturen und die Feuchtigkeitsunempfindlichkeit für diese Zwecke ausgewählt und geeignet. Der Sprengstoff sollte eine möglichst starke Schockwelle auslösen, weswegen in der Regel nur hochbrisante Sprengstoffe zum Einsatz kommen, die eine hohe Detonationsgeschwindigkeit haben. Sprengstoffe die eine hohe Detonationsgeschwindigkeit aber auch einen hohen Sprengölgehalt (z. B. Knauerit-Alpinit etc.) haben, sind wegen der unter Umständen tiefen Umgebungstemperaturen ungeeignet, da Sprengöl bei etwa −6° fest wird und der Sprengstoff die Handhabungssicherheit einbüßt. In Deutschland ist nur die Verwendung von pulverförmigen Sprengstoffen (z. B. Sytamit) zulässig, die kein Sprengöl enthalten, aber feuchtigkeitsempfindlich sind. Häufig verwendete Sprengstoffe in Österreich und der Schweiz sind z. B.: Riomon T1 (früher: Sytamit) oder Emulex. Das früher verwendete Lawinit von Austin Powder wird nicht mehr hergestellt.
Es wird in der Regel Sprengstoff mit einer Masse von 2 bis 2,5 bzw. 4 bis 5 kg und einem Patronendurchmesser von etwa 80 bis 95 mm eingesetzt. Bei detonierender Umsetzung einer 2,5 kg Sprengstoffpatronen wird in etwa 7 ms rund 4000 Liter an Gasvolumen erzeugt.
Im Gegensatz zum Gesteinsabbau durch Sprengungen ist bei der Lawinensprengung keine genaue Lademengenberechnung erforderlich. Die Ladungsmenge zwischen 2 und 2,5 kg bzw. 4 und 5 kg ist in der Praxis für fast alle Anwendungsbereiche geeignet. Durch eine Unter- oder Überdimensionierung der Ladung kann grundsätzlich kein Schaden entstehen.
In bestimmten Sonderfällen kann eine Lawinenauslösung auch mit einer detonierenden Zündschnur geboten sein.

## Transport von Sprengladungen
Beim Tragen von Sprengstoffe und Zündmitteln sind geeignete Tragevorrichtungen zu verwenden. Es gelten unter Umständen Sonderbestimmungen, wie viel Sprengstoff eine Person alleine tragen darf (in Österreich z. B. 26 Kilogramm).
Der Transport von Sprengstoffen auf öffentlichen Straßen hat nach den einschlägigen gesetzlichen Bestimmungen und dem Europäischen Übereinkommen über die internationale Beförderung gefährlicher Güter auf der Straße (ADR) zu erfolgen.
In Seilbahnen und Luftfahrzeugen gelten Sonderbestimmungen und werden unter Umständen Sondergenehmigungen gefordert, um Sprengstoffe oder Zündmittel transportieren zu dürfen.
Bei Transport von Sprengmitteln und Zündern müssen diese immer in getrennten Behältnissen untergebracht werden.

## Zündung des Sprengstoffes

### Zeitzündschnur

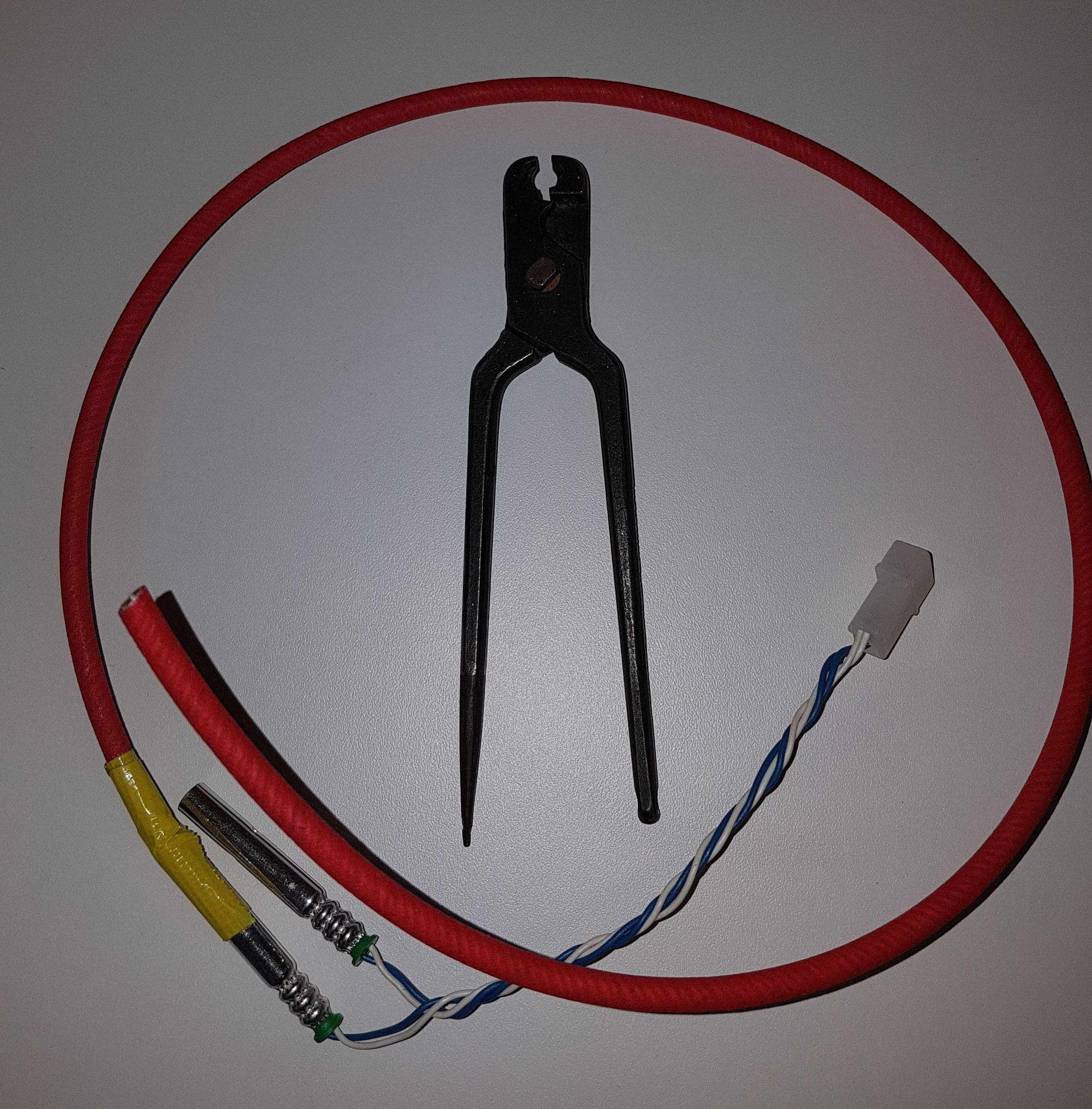
Zeitzündschnur mit angewürgtem elektrischem Zünder und Anwürgezange

Die Zündung des Sprengstoffes erfolgt vorteilhafterweise über eine Zeitzündschnur (auch: Sicherheitsanzündschnur) mit einer vorher definierten Brenndauer (in Österreich: zwischen 110 und 130 s/m). Das Vorliegen dieser Brenndauer ist jedenfalls vor der Verwendung beim Lawinensprengen an einer Testzündschnur zu prüfen (in Österreich jedenfalls monatlich und zu dokumentieren, da Feuchtigkeit und Alterung eine unzulässige Veränderung der Brennzeit bewirken können). Die Zeitzündschnur mit einer Mindestlänge ist erforderlich um dem Sprengberechtigten und Helfern die Möglichkeit zu geben, sich nach dem Zünden der Sprengladung in Sicherheit zu bringen.
In Österreich ist die Verwendung einer Zeitzündschnur unter einem Meter Länge daher grundsätzlich unzulässig (= rund 2 Minuten Brennzeit). Ausnahme, z. B. in sogenannten Lawinenwächtern oder Lawinensprengmasten, wenn der Sprengberechtigte bereits aus der Deckung oder aus dem Tal elektrisch zündet.

### Zündmittel

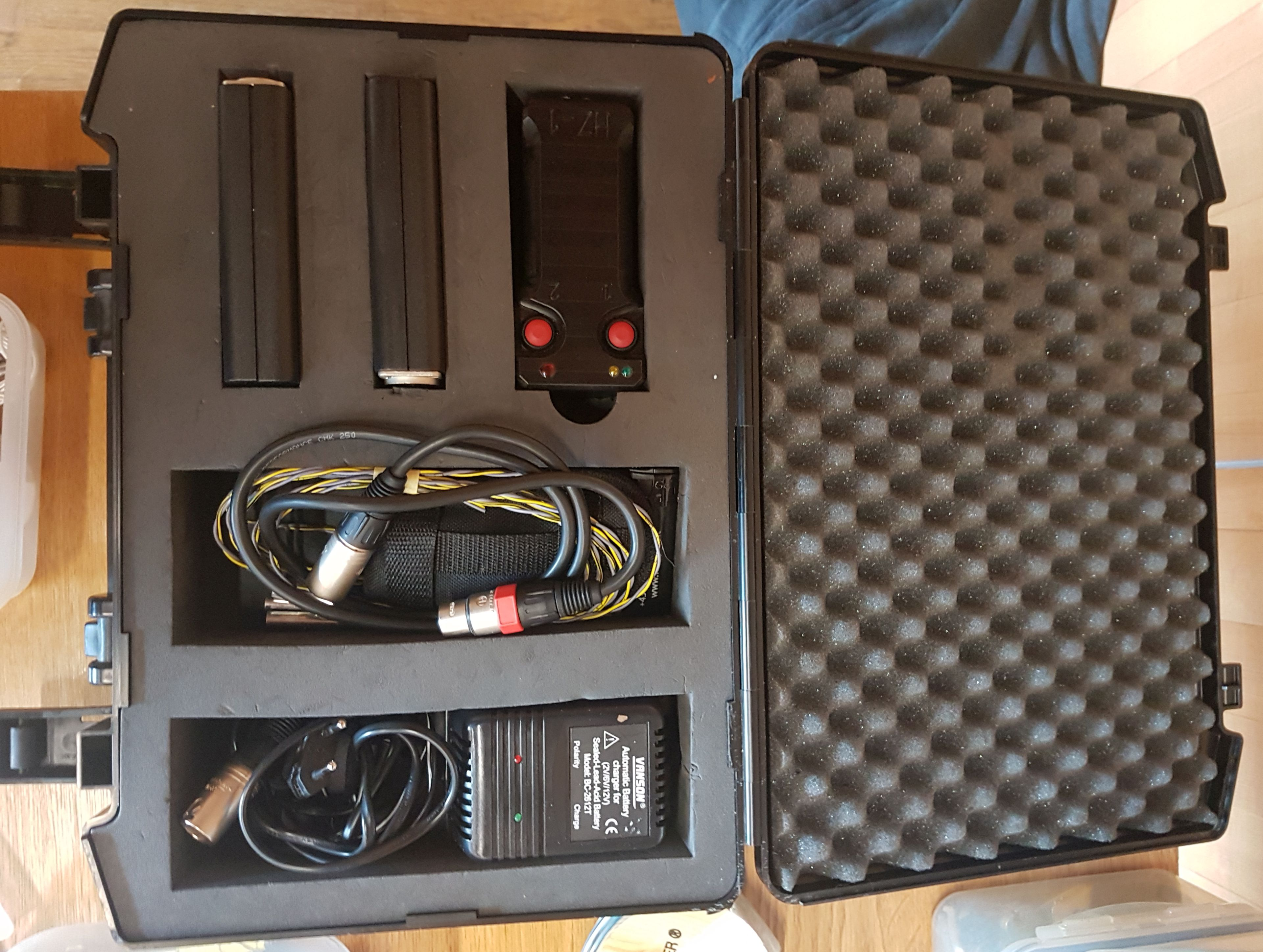
Zündmaschine mit Zweitastensteuerung – für Sprengungen aus dem Helikopter zugelassen

Als Zündmittel der Zeitzündschnur können z. B. elektrische Brückenzünder, Abreißanzünder oder Schlagbolzenanzünder zum Einsatz kommen. Die Zündung mit elektrischen Brückenzündern ist, nach Anschaffung eines Zündgerätes, die günstigste und sicherste Variante zur Zündung einer Zeitzündschnur und in weiterer Folge der Sprengladung.
Bei Schlagbolzenanzündern und Abreißanzündern ist es in der Vergangenheit immer wieder zur Auslieferung schadhafter Produkte gekommen, wodurch keine sicher Zündung der Sprengladung gewährleistet war.

## Systeme
Es kann grundsätzlich zwischen dauerhaft installierten und mobilen Anlagen bzw. Maßnahmen zur Lawinenauslösung durch Detonation von Sprengstoffen unterschieden werden.

### Dauerhaft installierte Anlagen
Eine dauerhaft installierte Anlage wie z. B. eine Sprengseilbahn, ein Lawinenwächter, Lawinensprengmast, teilweise auch Geschütze etc. werden eingeschossen, so dass es möglich ist eine solche Anlage auch bei Dunkelheit oder ohne Sichtkontakt zu bedienen und die Sprengung auszulösen.

### Mobile Anlagen bzw. Maßnahmen
Mobile Lawinenauslösung kommen dort zum Einsatz, wo sich eine fest installierte Anlage wie z. B. ein Lawinenwächter, wirtschaftlich nicht trägt oder auf besondere Witterungsverhältnisse rasch regiert werden muss. Die mobilen Anlagen werden mit Hubschraubern zum Bestimmungsort geflogen bzw. die Sprengungen vom Hubschrauber aus oder von Hand getätigt oder befinden sich an Pistengeräten, Schneemobilen etc. (z. B. Lawinenpfeife) und werden in die Nähe des Einsatzortes gefahren. Bei Auslösung von Lawinen vom Hubschrauber aus, wird die Sprengladung z. B. während eines Schwebeflugs abgeworfen (siehe: Lawinenauslösung mit dem Hubschrauber).
Die Detonation von Sprengstoff bei mobiler Auslösung von Lawinen kann von Hand, mittels einer Zündschnur mit Abreißzünder oder elektrischer Zündung mit Brückenzündern, Aufschlagzündern oder mit HU-Sprengzündern eingeleitet werden.
Von der Fa. Hamberger AG (Schweiz) wurde einige Jahre ein System mit Feststoffraketen angeboten (Lawinenraketen), die etwa eine Reichweite von 600 bis 700 Metern hatten. Ähnlich den Hagelabwehrraketen, jedoch mit einer Sprengstoffladung. Diese Lawinenraketen haben sich am Markt nicht dauerhaft durchgesetzt. Sie sollen zu ungenau beim Erreichen des eingestellten Zieles gewesen sein.

## Einsatz
Die Einsatzmöglichkeit dauerhaft installierten Systeme ist auch bei schlechter Sicht und bei Dunkelheit gegeben. Mobile Anlagen können in der Regel nur bei guter Sicht eingesetzt werden.
Für den Einsatz von Sprengstoff zur Lawinenauslösung ist in Österreich und der Schweiz eine spezielle Genehmigung erforderlich. Aufgrund der vielfältigen Ausbildung sind Unfälle beim Absprengen von Lawinen durch Sprengstoffe sehr selten.

### Anordnungsbefugnis und Haftung
Die Anordnung eines Einsatzes von Sprengstoffen zur Lawinenauslösung für einen bestimmten Bereich trifft in der Regel die Lawinenkommission oder eine ähnliche Einrichtung. Ein Sprengberechtigter ist grundsätzlich nicht von sich aus befugt, Lawinensprengungen vorzunehmen. Nach der erteilten Genehmigung zur Durchführung der Sprengarbeit selbst hingegen, ist alleine der Sprengberechtigte verantwortlich und anordnungsberechtigt. Er bestimmt, wie der Sprengstoff und Zündmittel von wem transportiert wird, wie viel Sprengstoff eingesetzt wird, von wo aus die entsprechende Ladung zur Detonation gebracht wird, wie die Absperr- und Sicherungsmaßnahmen vorzunehmen sind, welche Personen ihn begleiten und wer die Sprengladung zündet etc.

## Detektion
Ob die Detonation und der Sprengerfolg eingetreten ist, wird jeweils bei dauerhaft installierten Geräten von einem im Gerät eingebauten Geophon oder Mikrophon gemessen und angezeigt bzw. dokumentiert. Bei mobilen Anlagen erfolgt eine Sichtkontrolle und vorab händische Dokumentation, ob eine Lawine abgegangen ist oder nicht.

## Versagerbeseitigung

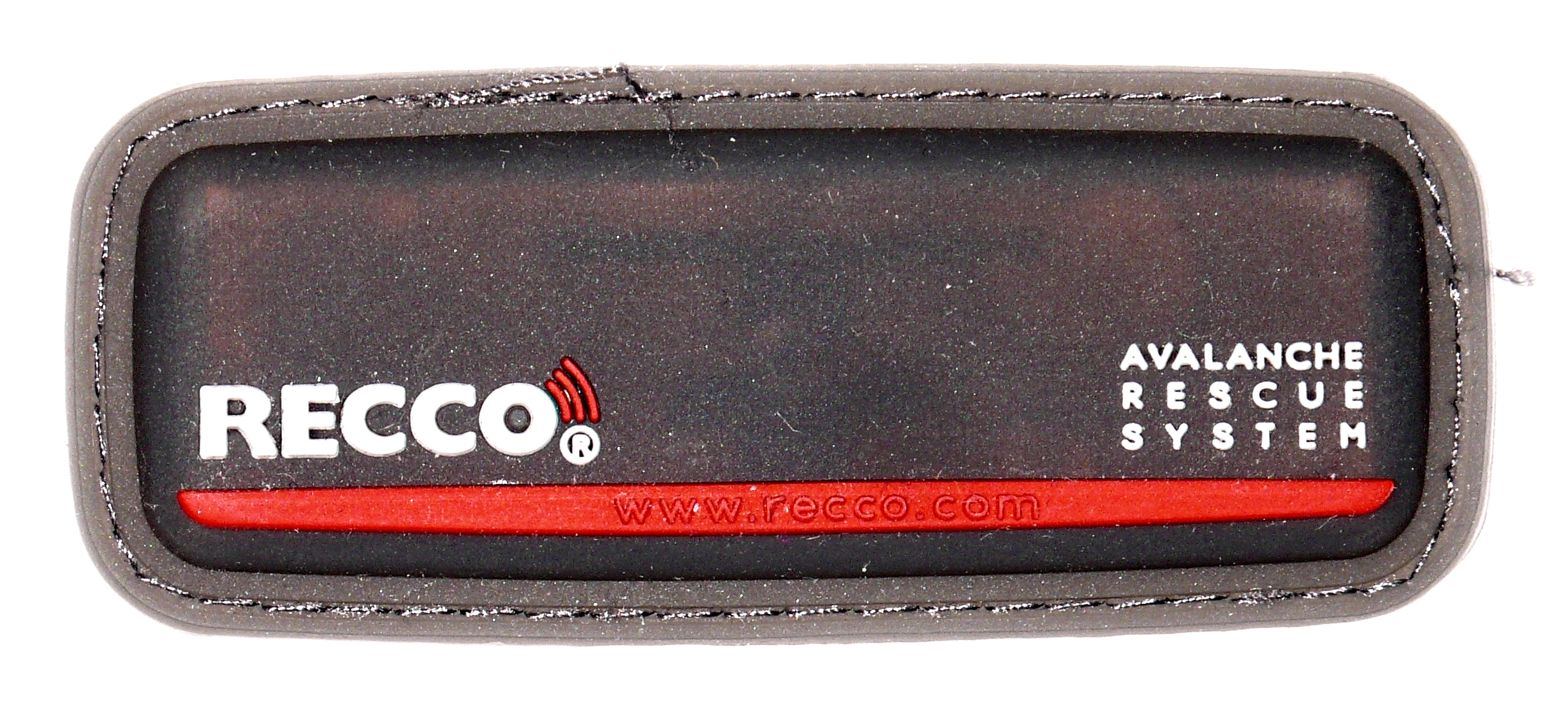
RECCO-Streifen

Um Versager (Blindgänger) leichter auffinden zu können, werden die Sprengstoffe oftmals mit einem RECCO-Streifen ausgestattet. Versager sind schnellstmöglich zu bergen. Dabei muss jedoch eine Mindestwartezeit eingehalten werden (in Österreich z. B. 15 Minuten nach dem Zünden bis zur Bergung).
Die an einer Sprengladung befindlichen Zeitzündschnüre müssen unmittelbar nach der Bergung nahe dem Sprengstoff abgeschnitten werden, um eine Nachzündung sicher zu verhindern.